# Pat Delaney
Patrick "Pat" Delaney (1942 - 19 de agosto de 2013) fue un lanzador irlandés que jugó como delantero centro de la selección absoluta de Kilkenny.
Nacido en Johnstown, Condado de Kilkenny, Delaney se destacó primero en lanzar en su juventud. Él llegó a la escena del inter-condado a la edad de veintiséis años cuando por primera vez fue vinculado con la selección absoluta de Kilkenny, haciendo su debut en el campeonato de 1968. Delaney pasó a desempeñar un papel clave para Kilkenny en lo que ha llegado a ser conocido como uno de los mejores equipos de todos los tiempos, y ganó cuatro medallas de All-Irlanda, seis medallas de Leinster y una medalla de Hurling Liga Nacional. Un subcampeón de All-Irlanda en dos ocasiones, Delaney también fue capitán del equipo vencedor de All-Irlanda en 1973.